# Ticușu Vechi, Brașov
Ticușu Vechi, mai demult Tecușul Vechi, Ticușul Săsesc, Ticușul Sașilor, Găinar (în dialectul săsesc Täkes, Täckes, în germană Deutsch-Tekes, în maghiară Szásztyukos, Tyukos) este satul de reședință al comunei Ticușu din județul Brașov, Transilvania, România.

## Vezi și
- Biserica fortificată din Ticușu Vechi

## Galerie imagini

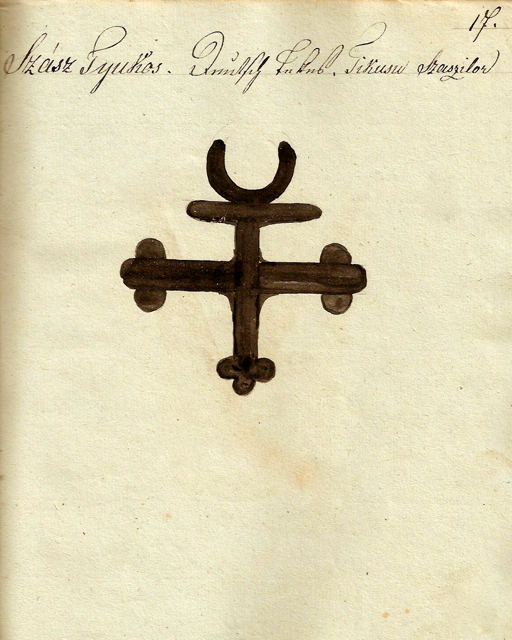
Danga pentru vitele din Ticușu Vechi 1826
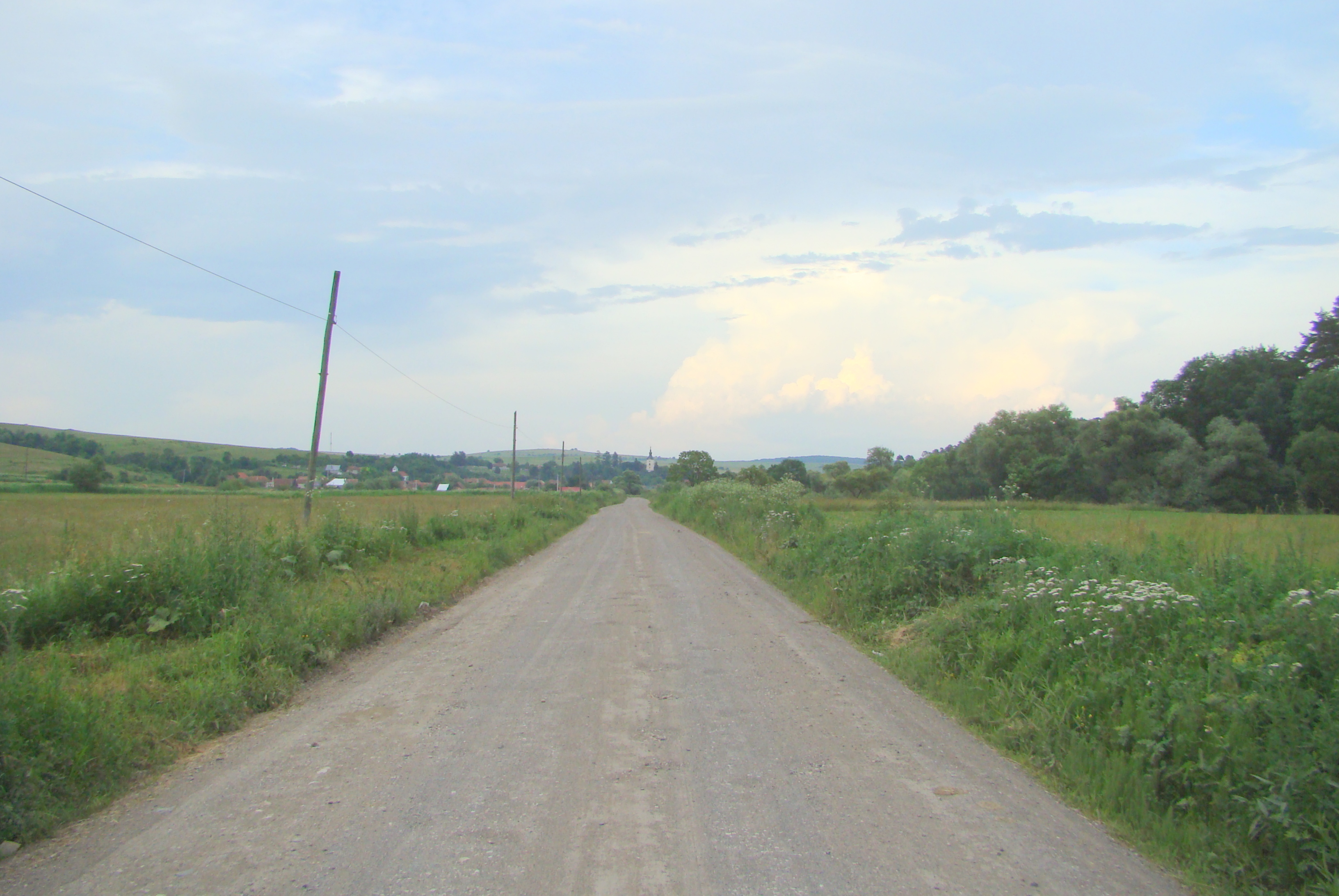
Drumul Cobor-Ticușu Vechi
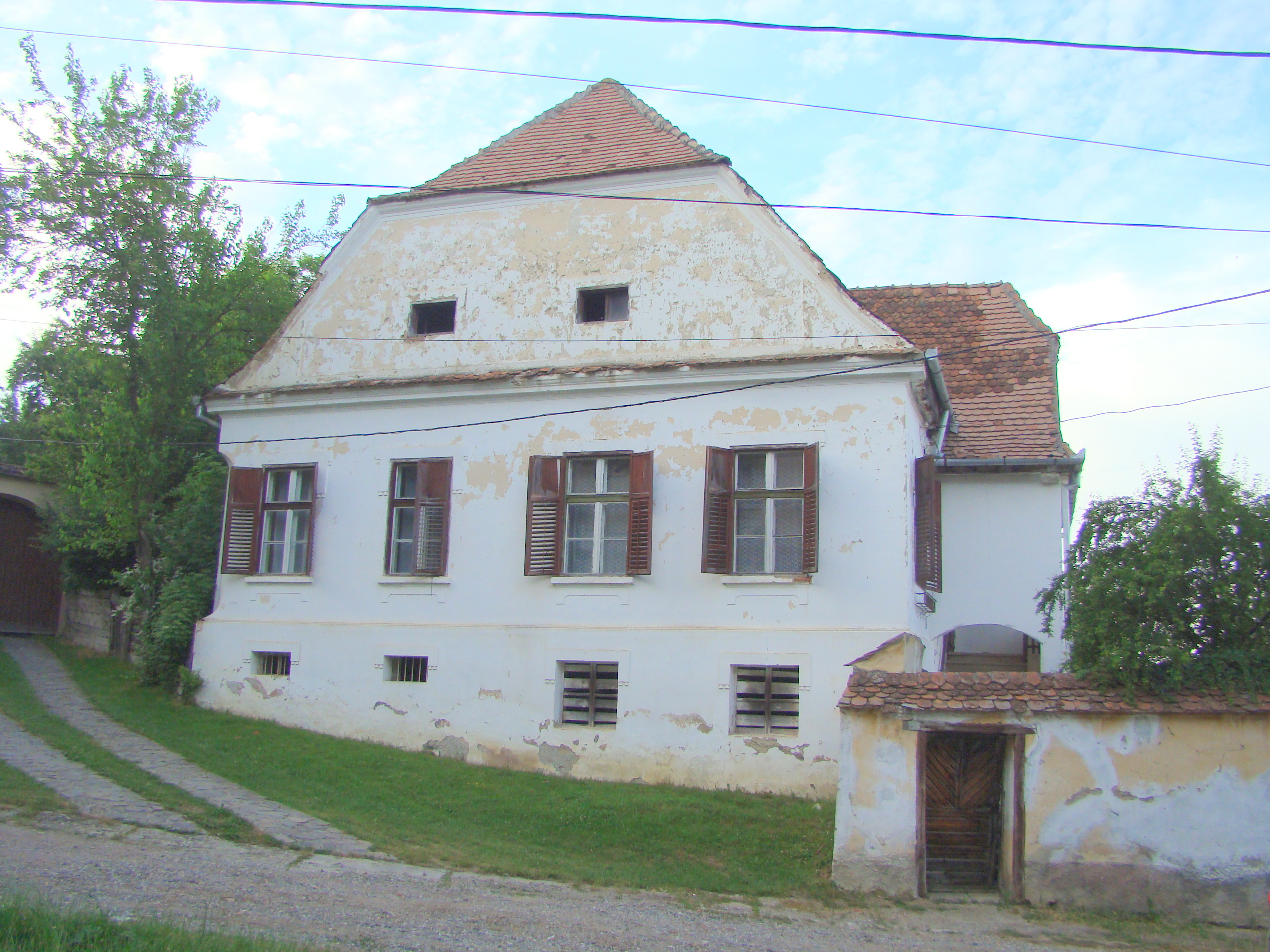
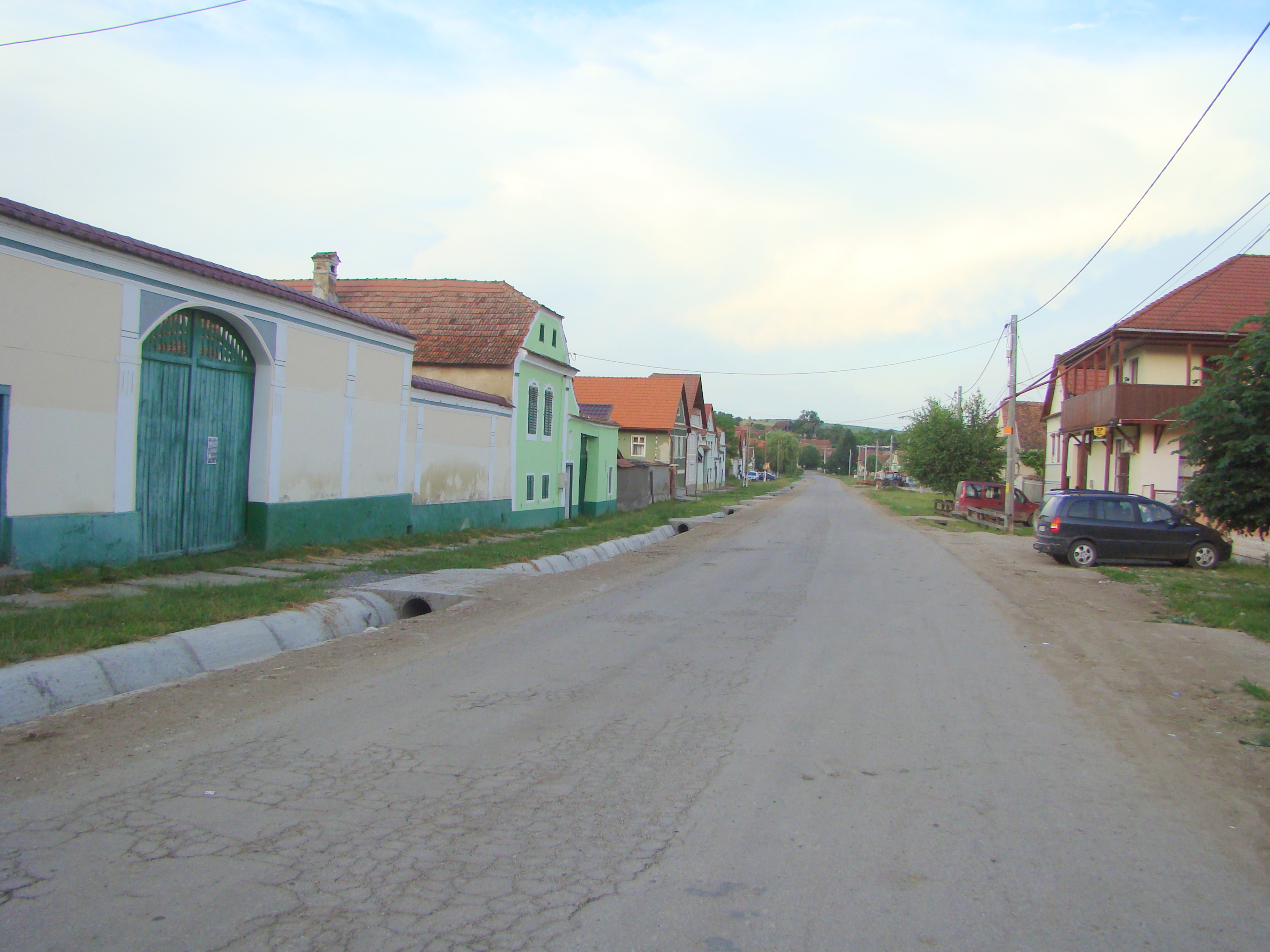
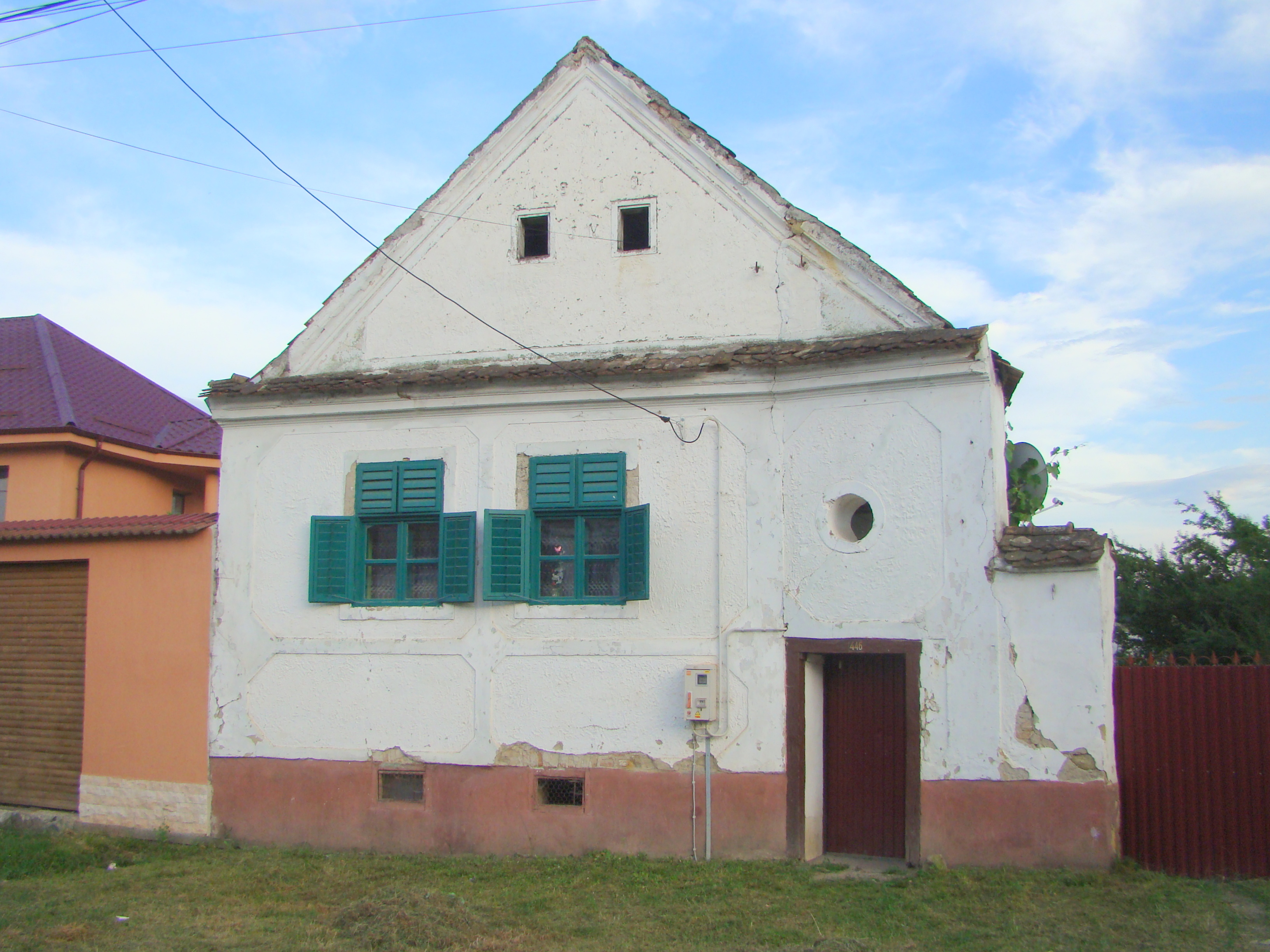
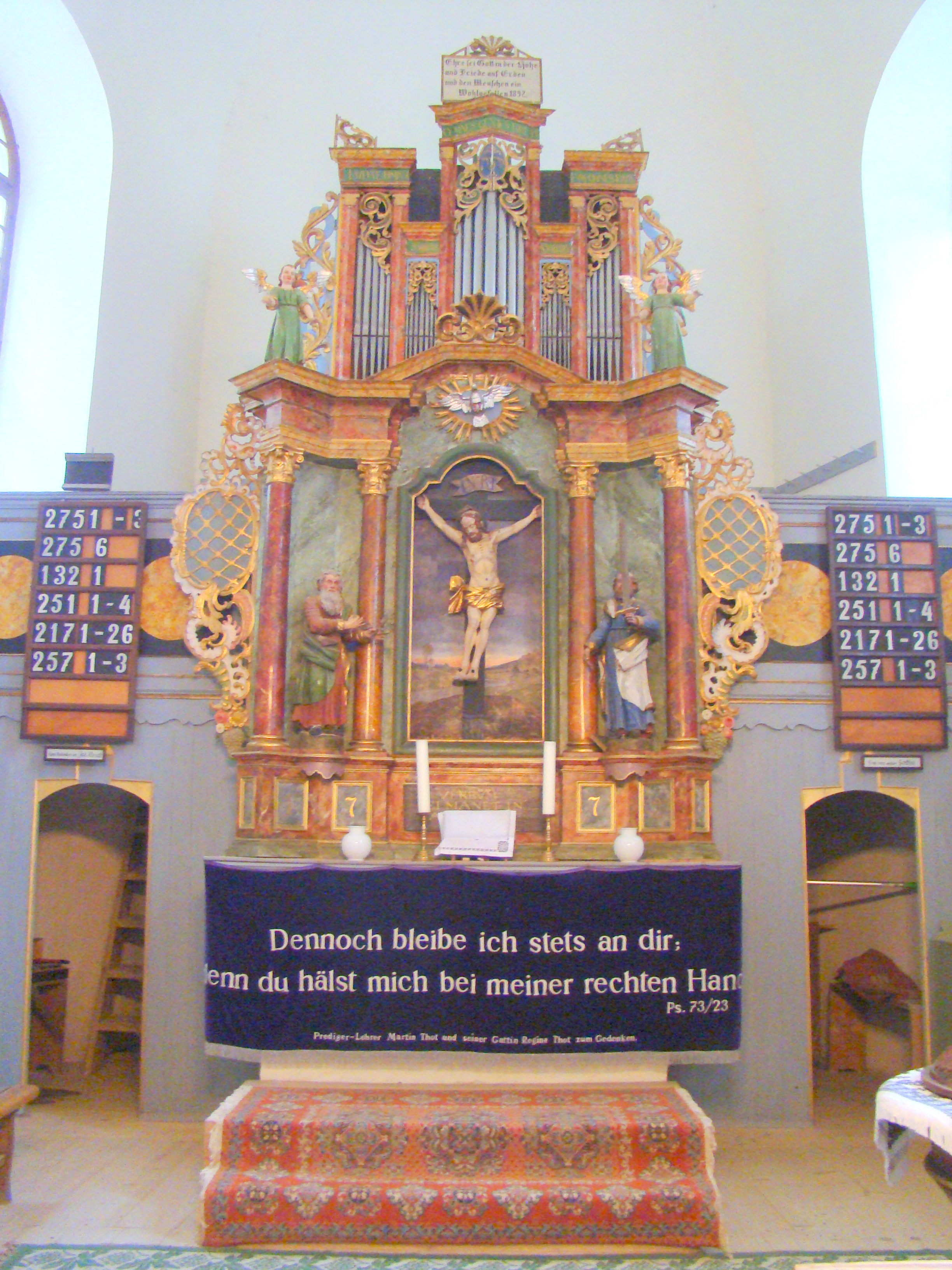
Altarul bisericii evanghelice
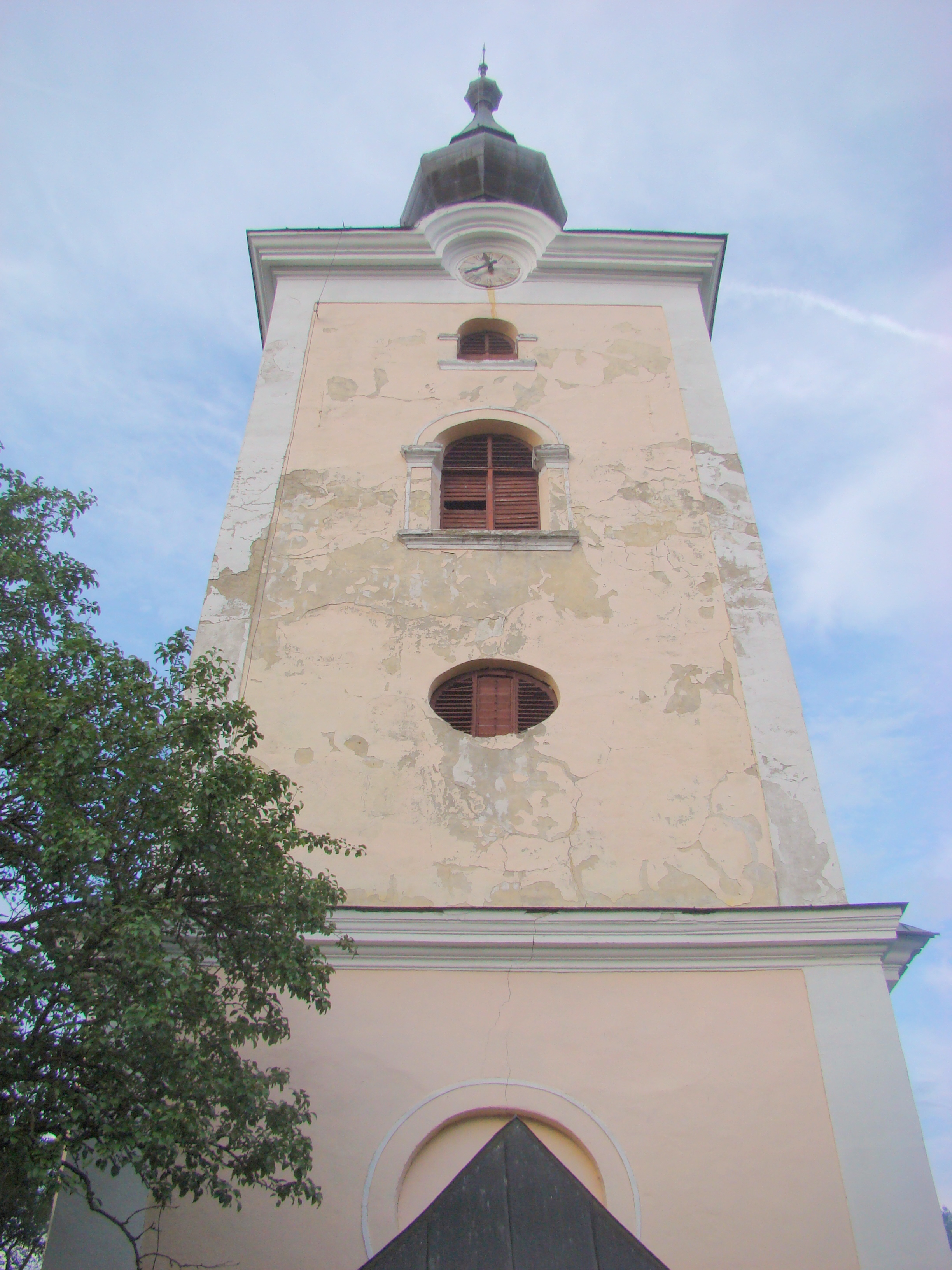
Turnul-clopotniță
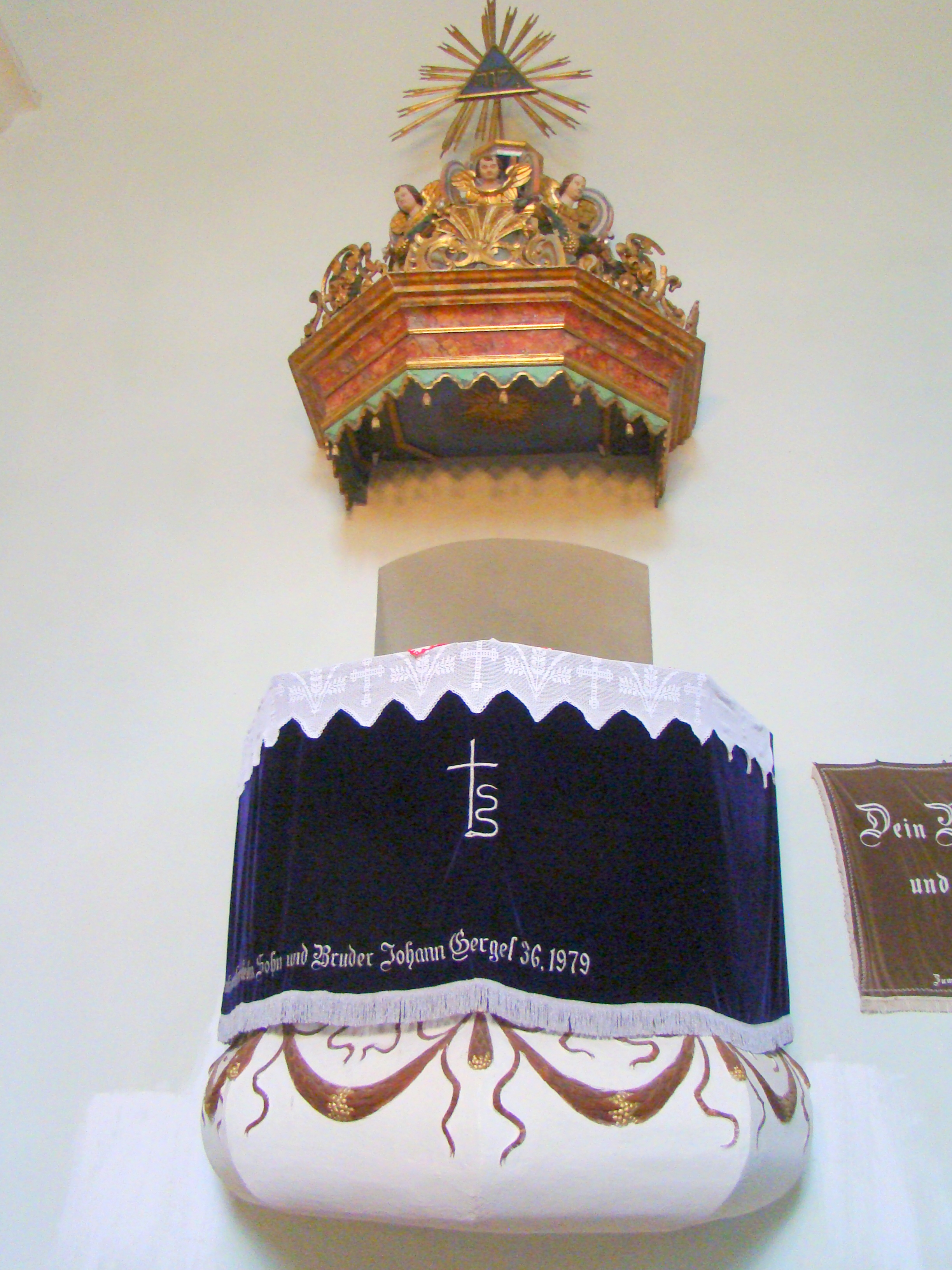
Biserica evanghelică (amvonul)
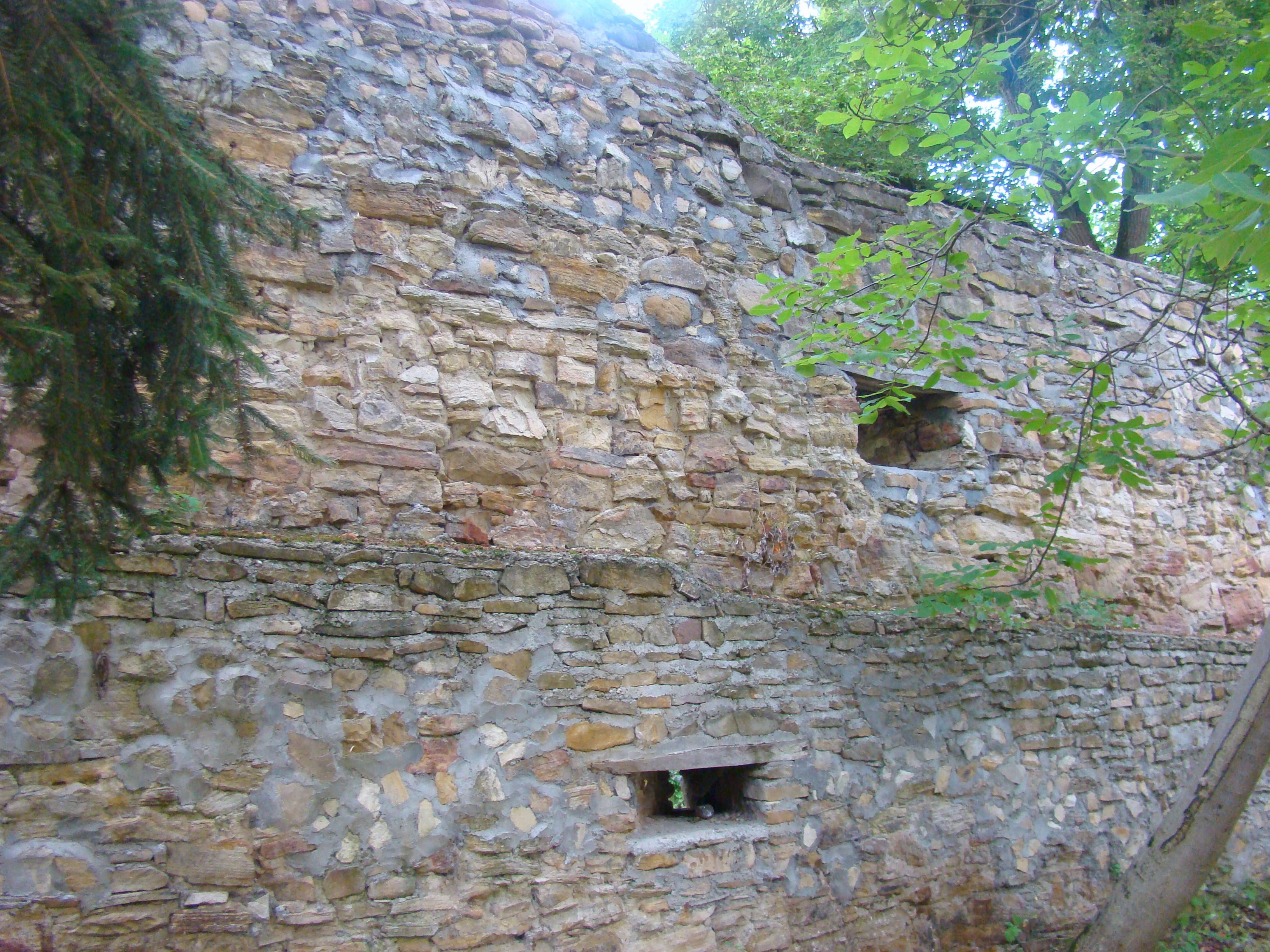
Fortificația
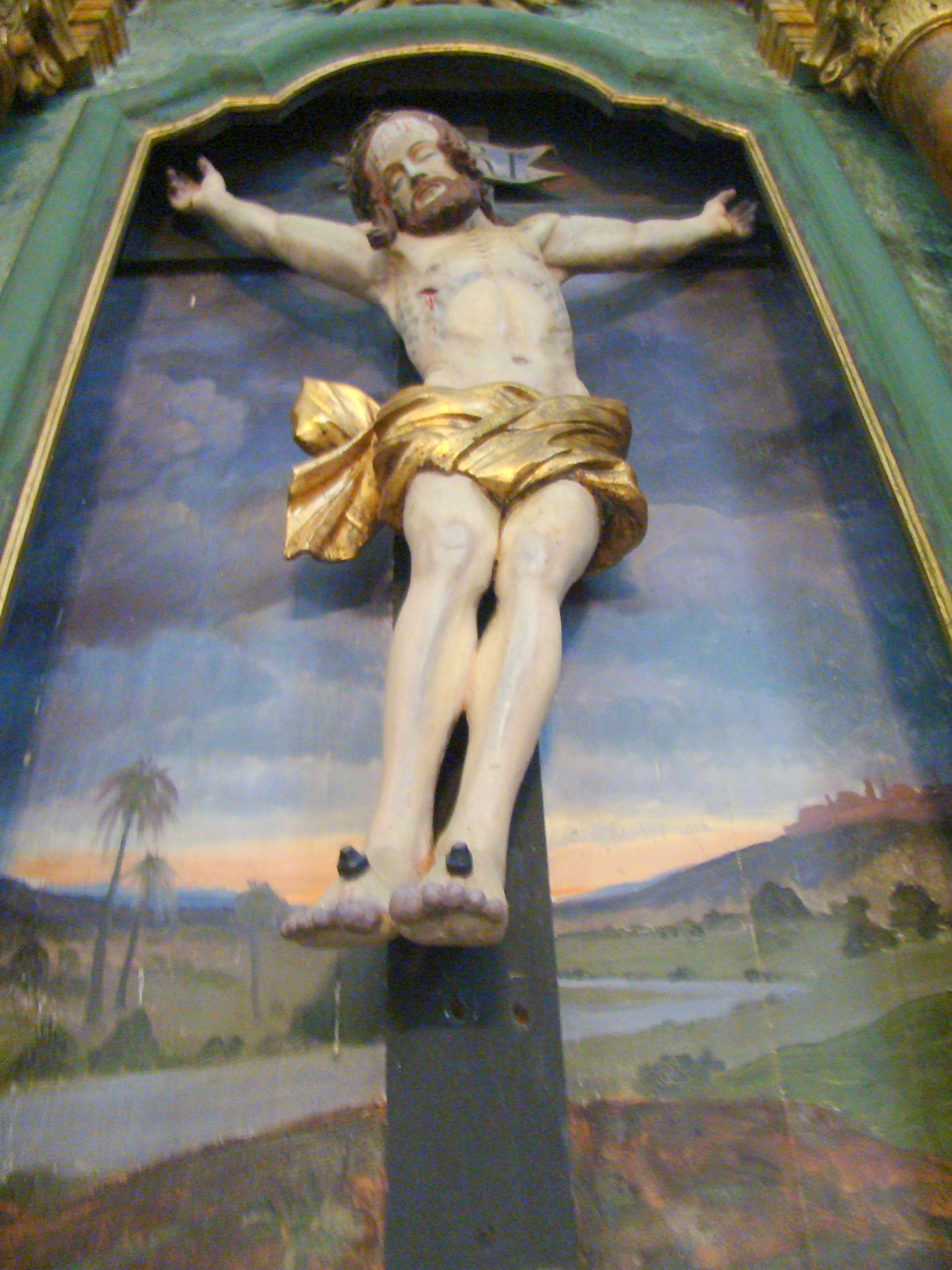
Altarul bisericii evanghelice (detaliu)